# Nome in codice: Picasso Trigger
Nome in codice: Picasso Trigger (Picasso Trigger) è un film statunitense del 1988 diretto da Andy Sidaris. È il terzo film della saga Triple B.

## Trama
L'agente doppiogiochista Picasso Trigger viene assassinato a Parigi da Miguel Ortiz, un criminale che fa il doppio gioco. Quindi Ortiz inizia a far fuori gli agenti dell'Agenzia coinvolti nella morte di suo fratello. A poterlo fermare è l'agente Travis Abilene.